# Microcranaus colombianus
Microcranaus colombianus is een hooiwagen uit de familie Cranaidae.